# Ondřej Hudeček
Ondřej Hudeček (* 28. prosince 1987 Brno) je český filmový režisér. Studoval na FAMO v Písku a poté na pražské FAMU, kde vystudoval kameru. Natočil několik studentských filmů, z nichž jsou nejvýraznější O–Ring nominovaný na Cena Magnesia za nejlepší studentský film na Českých lvech 2011 a Furiant, za kterého Českého lva za studentský film již získal a získal též cenu za režii na festivalu Sundance.
V roce 2018 měl premiéru Hudečkův dokumentární film Pásky z Nagana o vítězství české reprezentace na hokejovém turnaji na olympiádě v Naganu v roce 1998.

## Filmografie
- O-Ring, 2011 – studentský film
- Furiant, 2015 – studentský film
- Pásky z Nagana, 2018 – dokumentární film